# 紅足荊獵蝽
紅足荊獵蝽（学名：Acanthaspis immodesta）为獵蝽科荊獵蝽屬下的一个种。